# Perthro

Perthro

Perthro oder Pertho (ᛈ) ist die vierzehnte Rune des älteren Futhark (die sechste Rune im zweiten Ætt) mit dem Lautwert p und fehlt im altnordischen Runenalphabet.
Der rekonstruierte urgermanische Name bedeutet „Obstbaum“ (vgl. Perth).
Die Rune erscheint in den Runengedichten als altenglisch peorþ bzw. gotisch pertra.

## Geschichtliches
Der älteste erhaltene Artefakt mit einem vollständigen älteren Futhark inklusive der Rune Perthro ist der Kylverstein, der ungefähr ins Jahr 400 n. Chr. datiert. Auf dem Sarg des Heiligen Cuthbert aus dem Jahr 698 ersetzt auf einer Inschrift die p-Rune das griechische P. Die Münzinschriften von Kent II, Kent III und Kent IV, die um 700 geprägt wurden, enthalten ebenfalls die Rune Perthro. Auch auf dem Eibenstock von Westeremden von ca. 750 ist sie zu sehen.

## Zeichenkodierung
| Unicode Codepoint | U+16C8                       |
| Unicode-Name      | RUNIC LETTER PERTHO PEORTH P |
| HTML              | &#5832;                      |